# تپه تاروردی گوزسی
تپه تاروردی گوزسی مربوط به هزاره اول (پیش از میلاد) - دوره اسلامی قرن ۶ تا ۸ ه.ق است و در شهرستان تکاب، بخش مرکزی، دهستان انصار، روستای تمای واقع شده است. این اثر در تاریخ ۳۰ دی ۱۳۸۵ با شمارهٔ ثبت ۱۶۷۷۷ به عنوان یکی از آثار ملی ایران به ثبت رسیده است.